# Ponte delle Correnti
Il ponte delle Correnti (puente de las Corrientes, in spagnolo), è un ponte ad arco che attraversa il fiume Lérez, nella città di Pontevedra, in Spagna. È stato aperto nel 2012 e collega il Corso Uruguai alla Via Domingo Fontán.

## Storia
Il luogo in cui si trova il ponte è noto come Le Correnti (Las Corrientes), perché è qui che le acque del fiume Rons incontrano quelle del fiume Lérez e quelle della Ria de Pontevedra. Dal 1989 è stato progettato un nuovo ponte in questa posizione ad As Correntes per collegare le due sponde del fiume Lérez. Tuttavia, è stato solo all'inizio del XXI secolo che questa idea è stata ripresa per fornire ancora un'altra uscita dal centro città a nord e alle spiagge della Ria de Pontevedra e l'accesso diretto all'autostrada AP-9,,.
Nel 2008, il Consiglio Comunale ha organizzato un concorso di idee per decidere il disegno del nuovo ponte. Alla fine, è stata scelta una delle proposte per un ponte ad arco perché combina modernità e integrazione nell'ambiente urbano, poiché l'altezza di 10 metri dei suoi archi non è stata considerata eccessiva per non ostacolare la vista della Basilica di Santa Maria Maggiore. La costruzione del ponte è iniziata il 23 dicembre 2008. È stato inaugurato il 28 giugno 2012 con l'apertura al traffico stradale.

## Descrizione
Questo ponte ha una lunghezza totale tra i pilastri di 116 metri. La sua struttura principale è costituita da due archi metallici paralleli bianchi alti di 10,5 metri, i cui 17 tiranti d'acciaio sono sospesi. Gli archi metallici sono supportati su basi in cemento armato. La sua struttura è leggera, elegante e diafana.
Ha due corsie in ciascuna direzione, oltre a due piste ciclabili. Su entrambi i lati del ponte c'è una passerella pedonale coperta. Il traffico pedonale e ciclistico è separato dal traffico automobilistico. La funzionalità del ponte è stata progettata con un sottopasso pedonale con luce naturale attraverso la rotonda superiore di Corso Uruguai. Questo sottopasso pedonale, che passa sotto il ponte, è protetto sul lato della ria de Pontevedra da una barriera di vetro, in modo che l'acqua possa essere vista durante l'alta marea, quando il livello del mare si alza.

## Galleria d'immagini

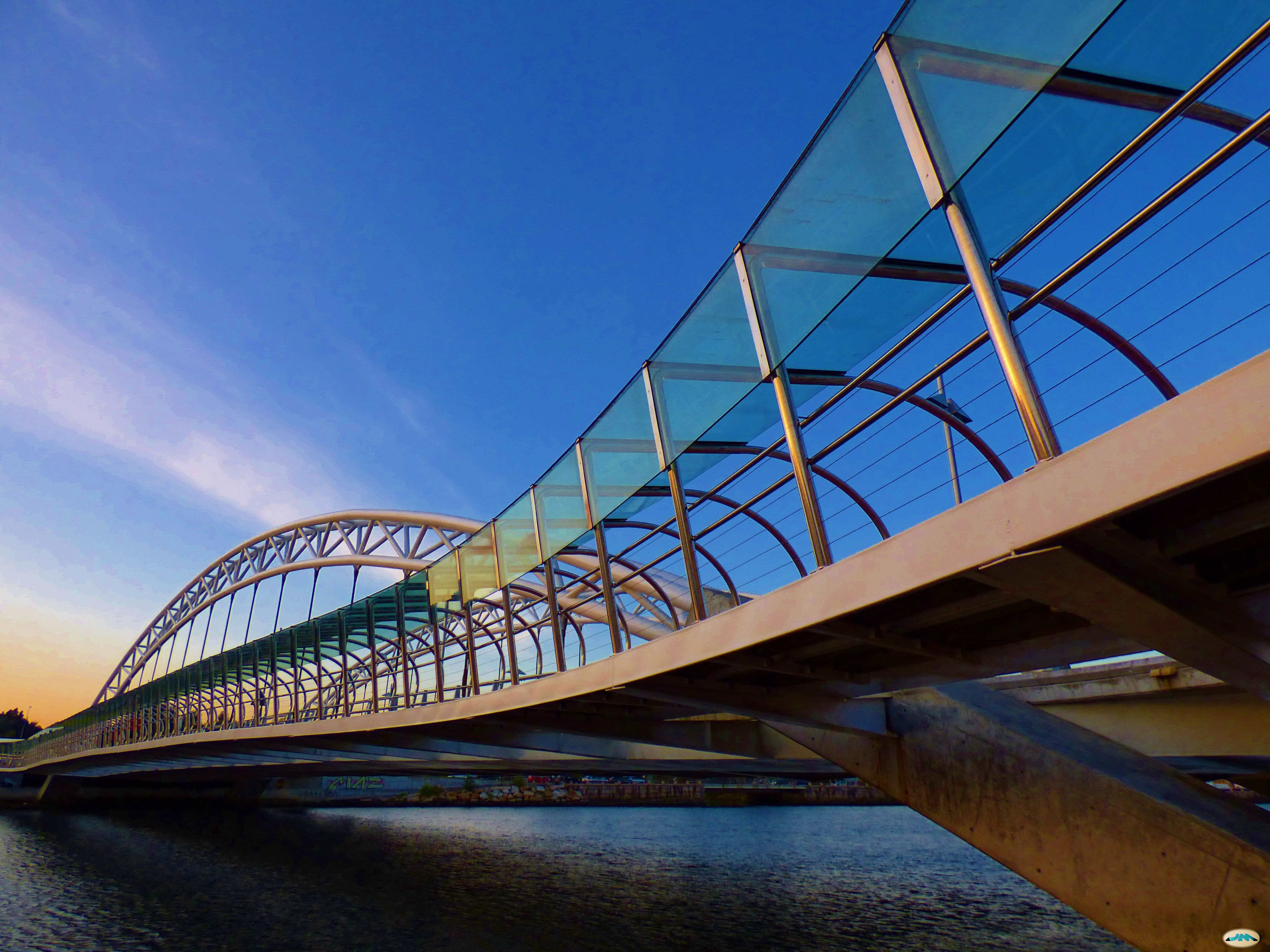
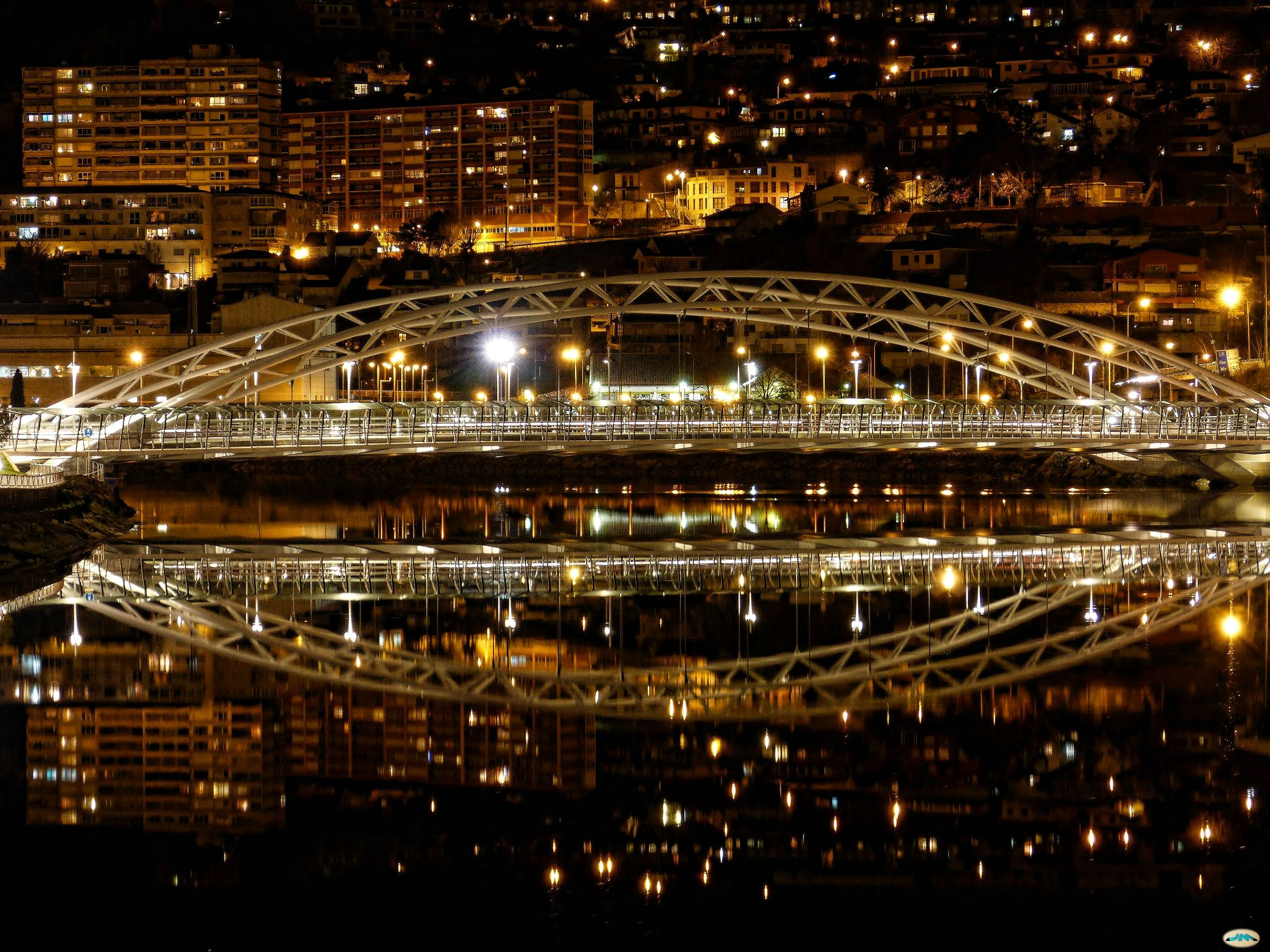
Ponte di notte
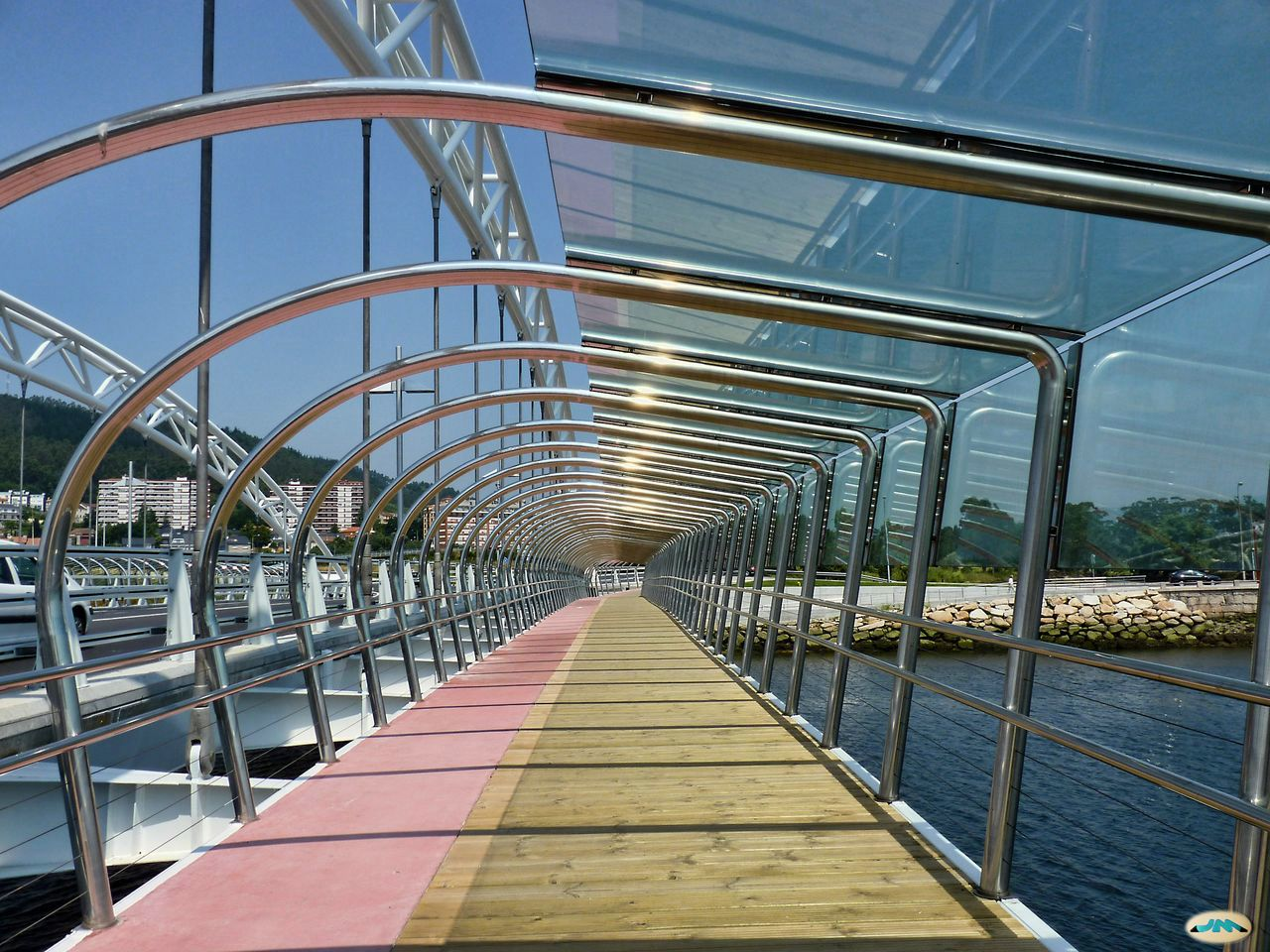
Pista ciclabile e passerella pedonale
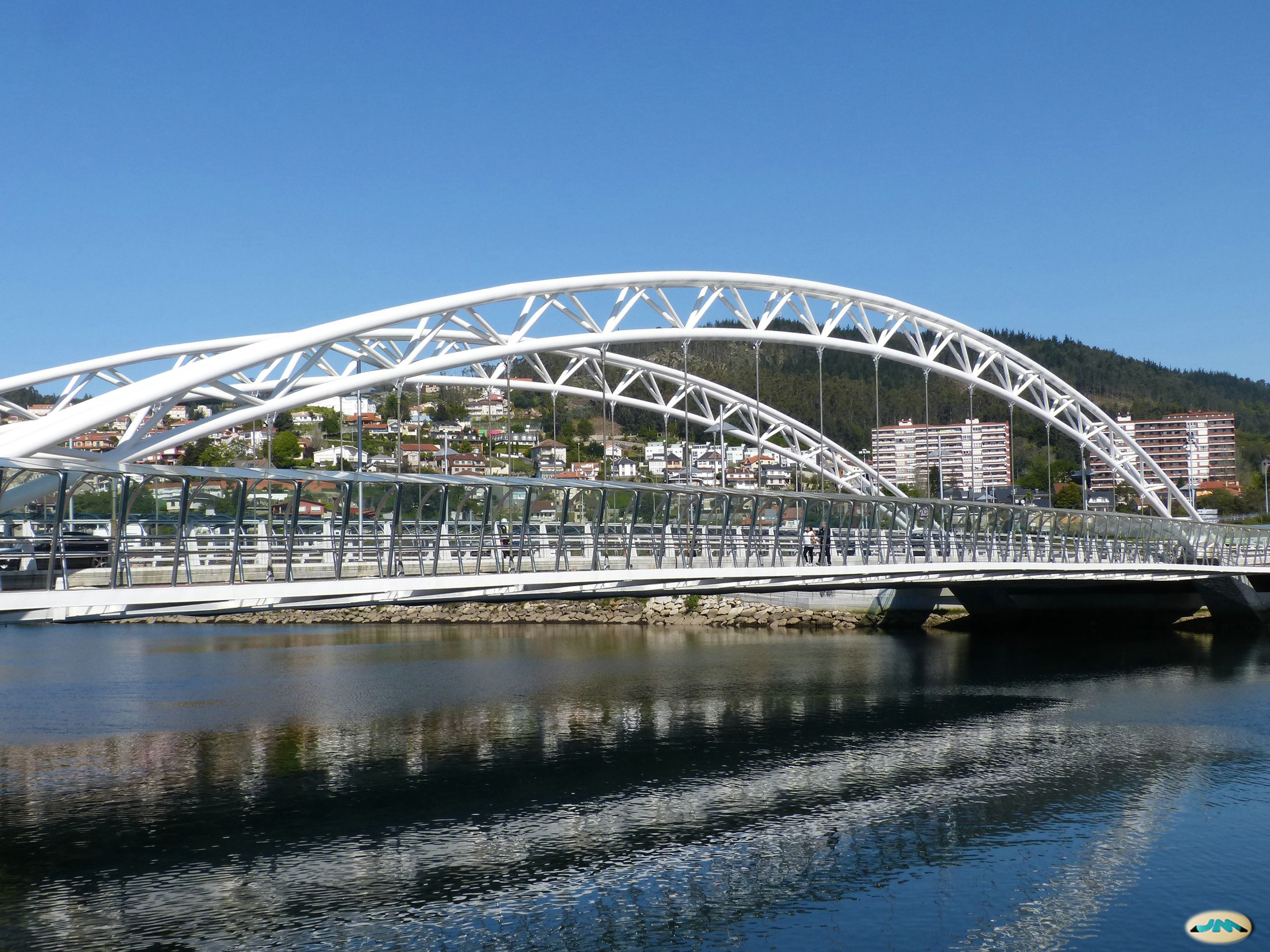
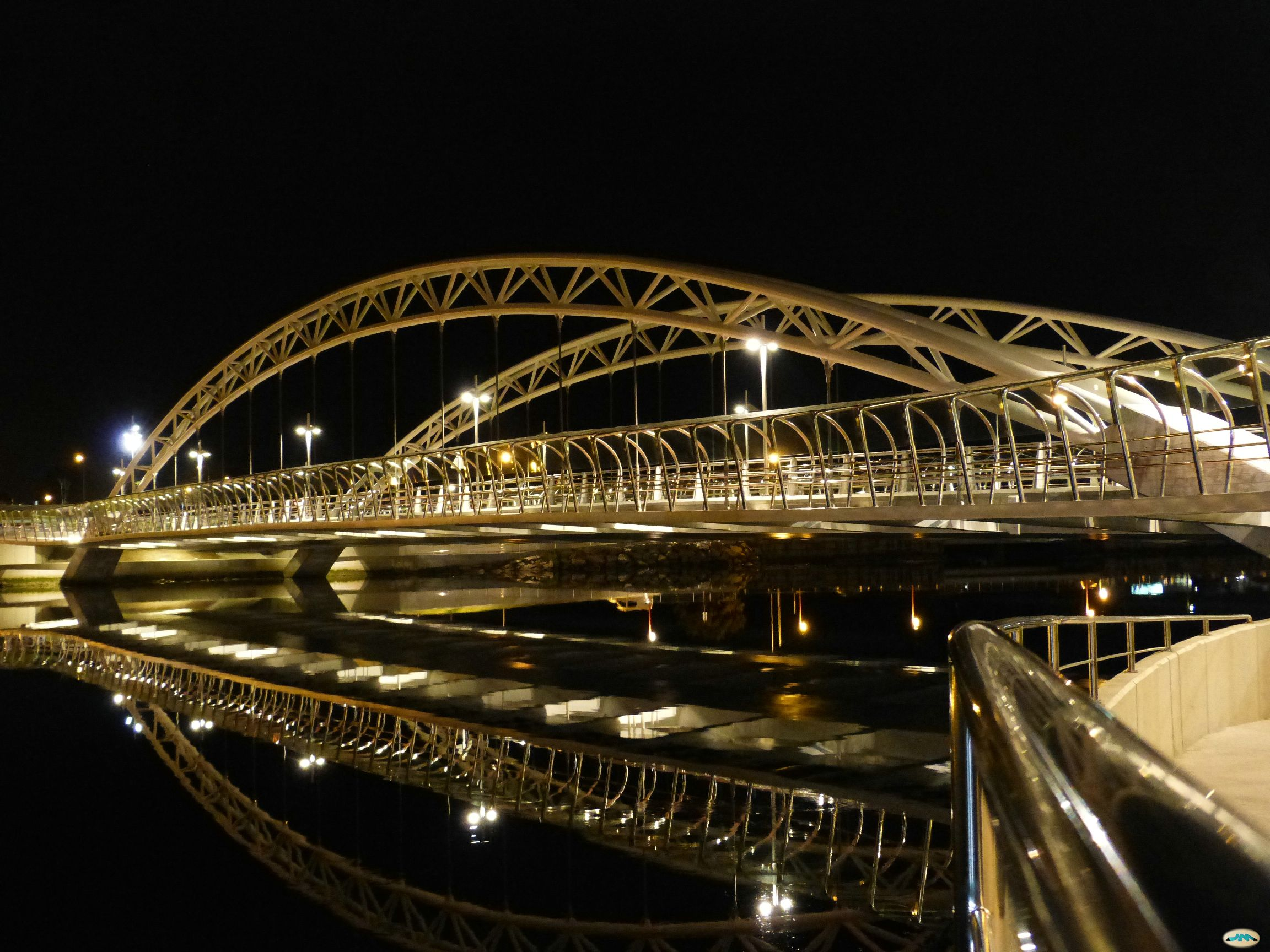
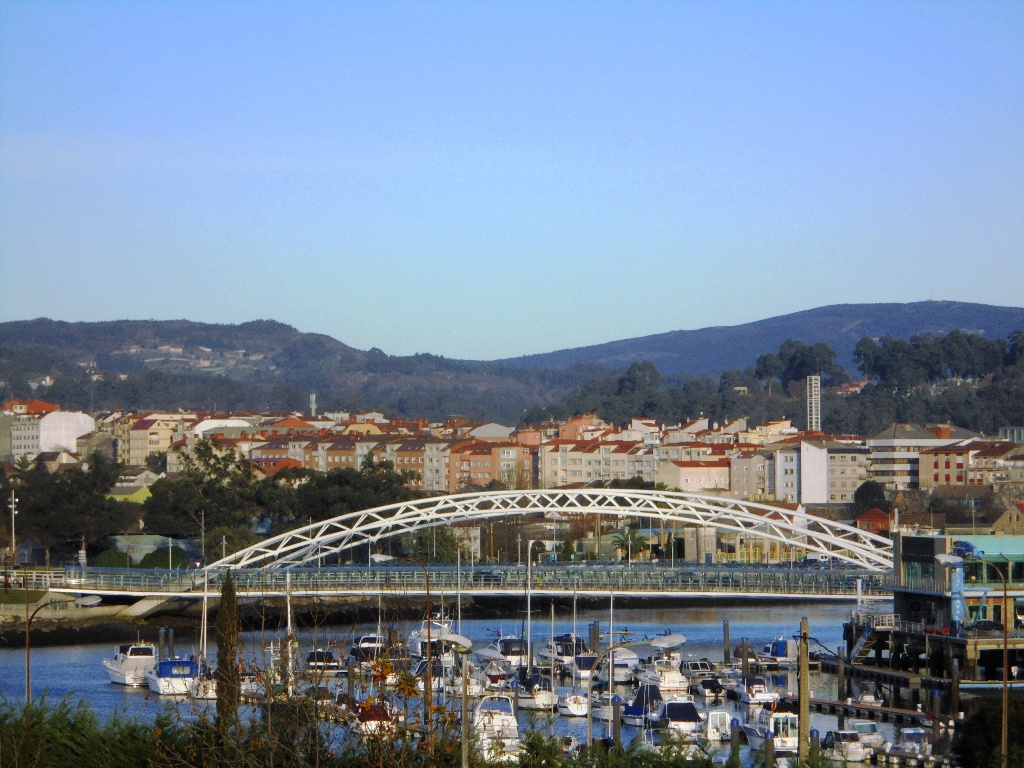
Ponte e marina
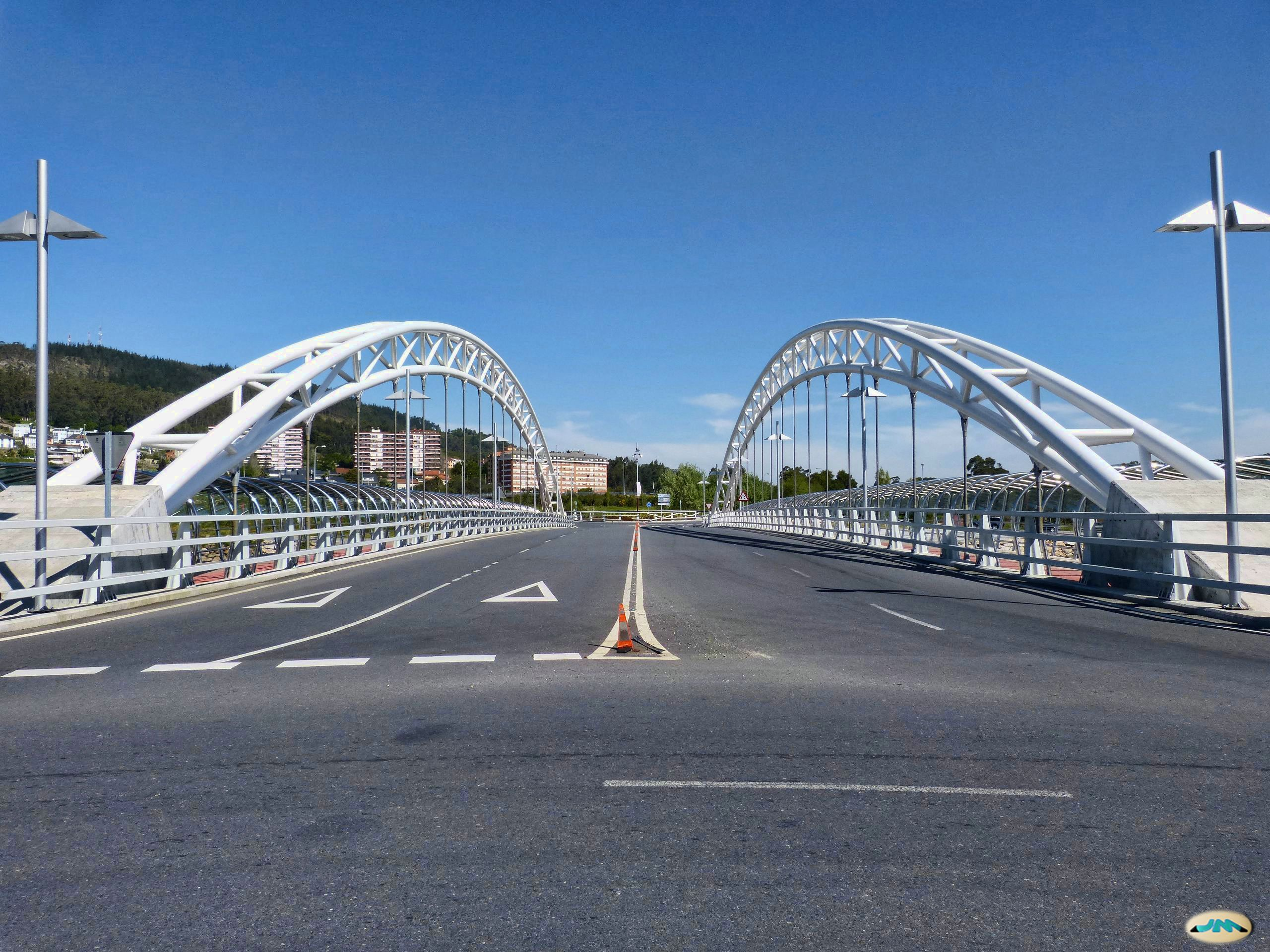
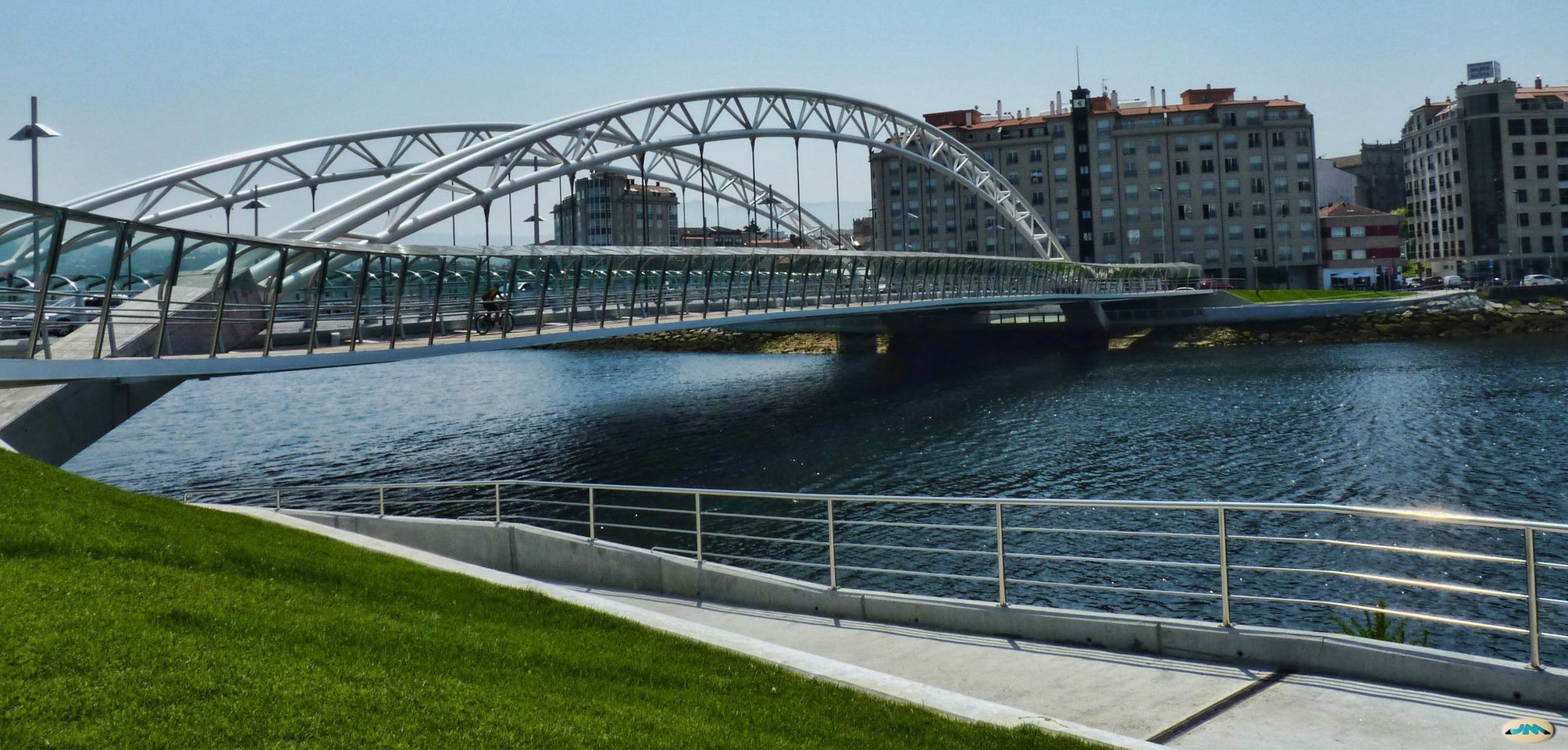
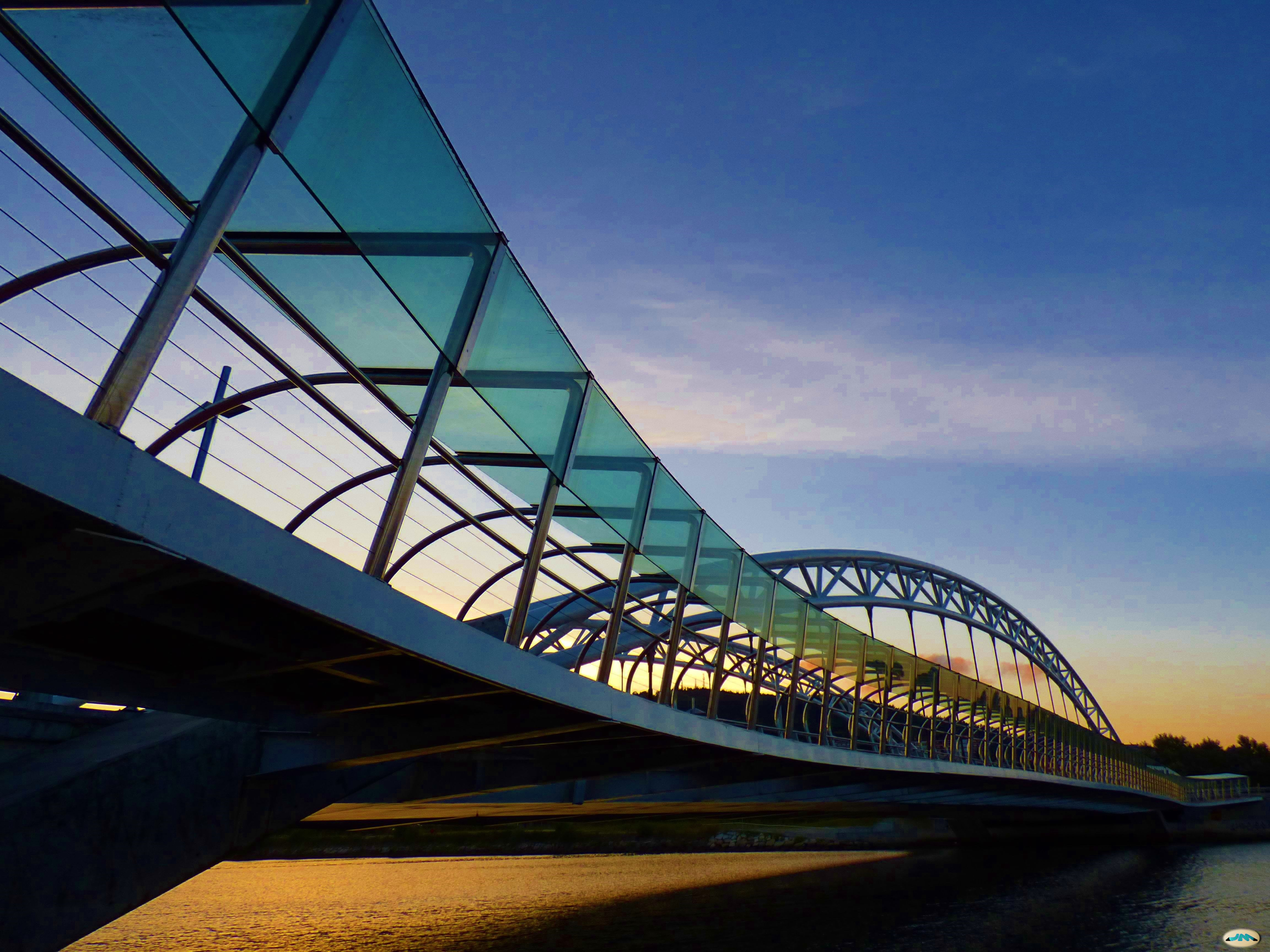
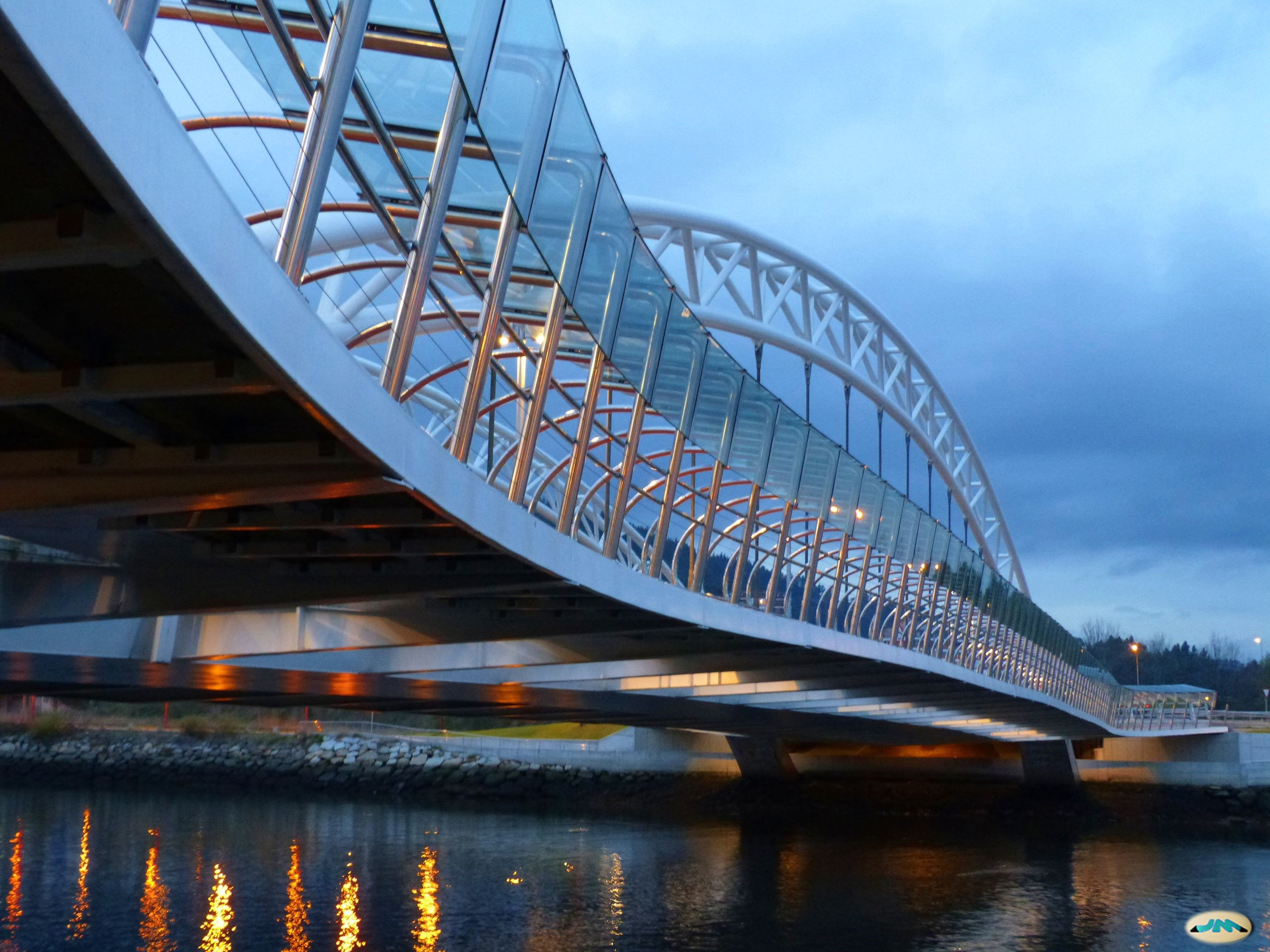
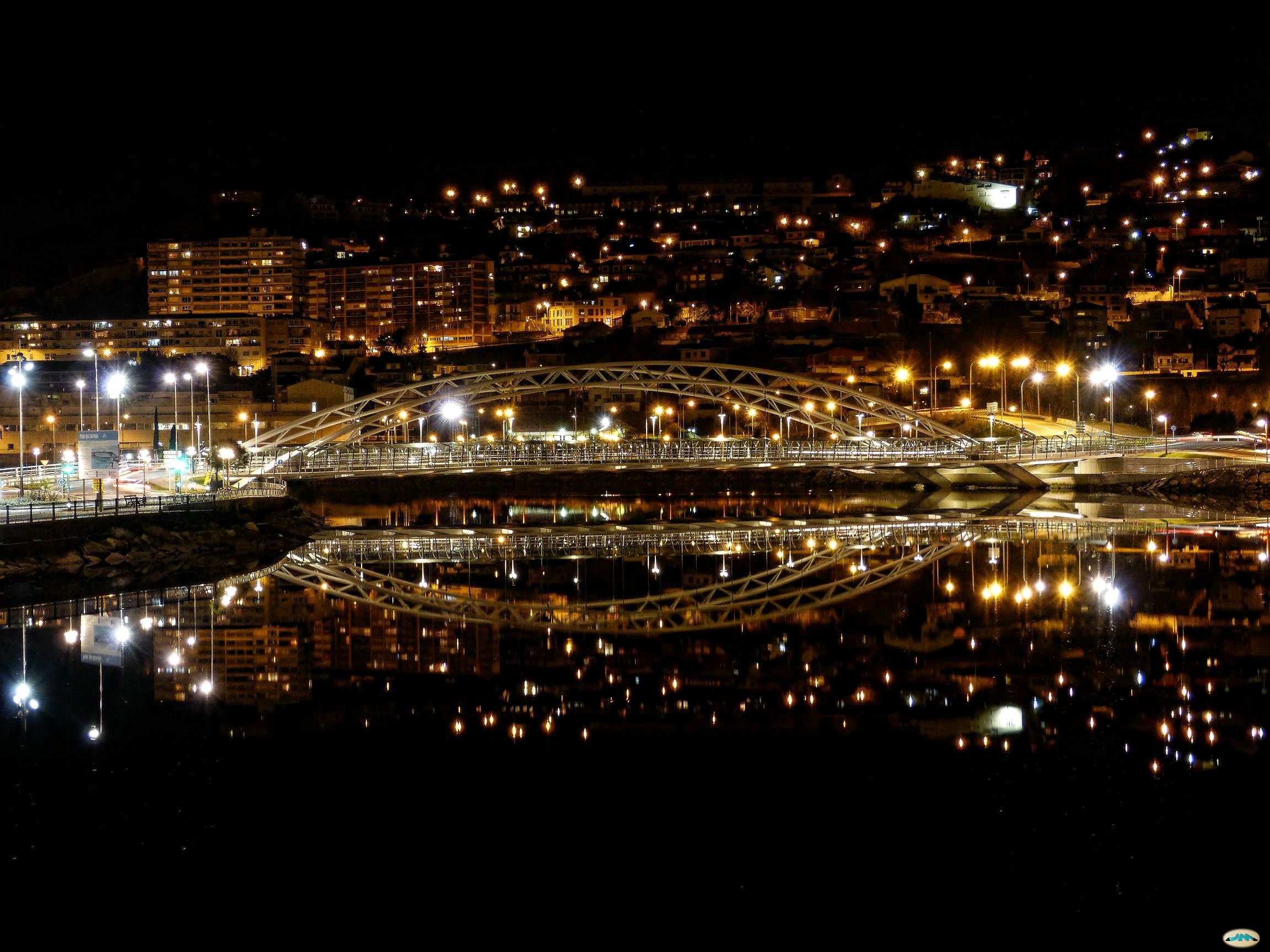
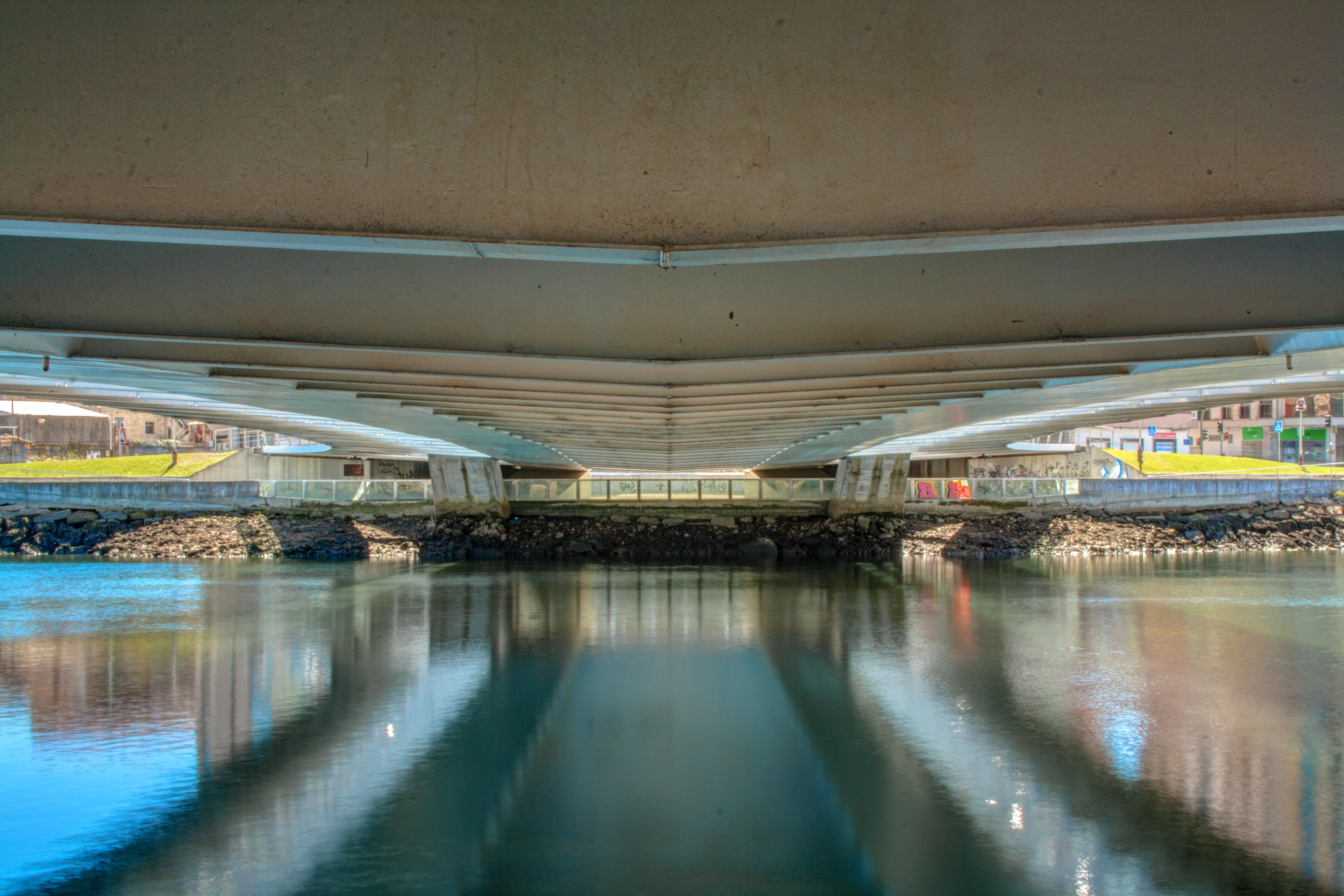
Ponte visto dal basso
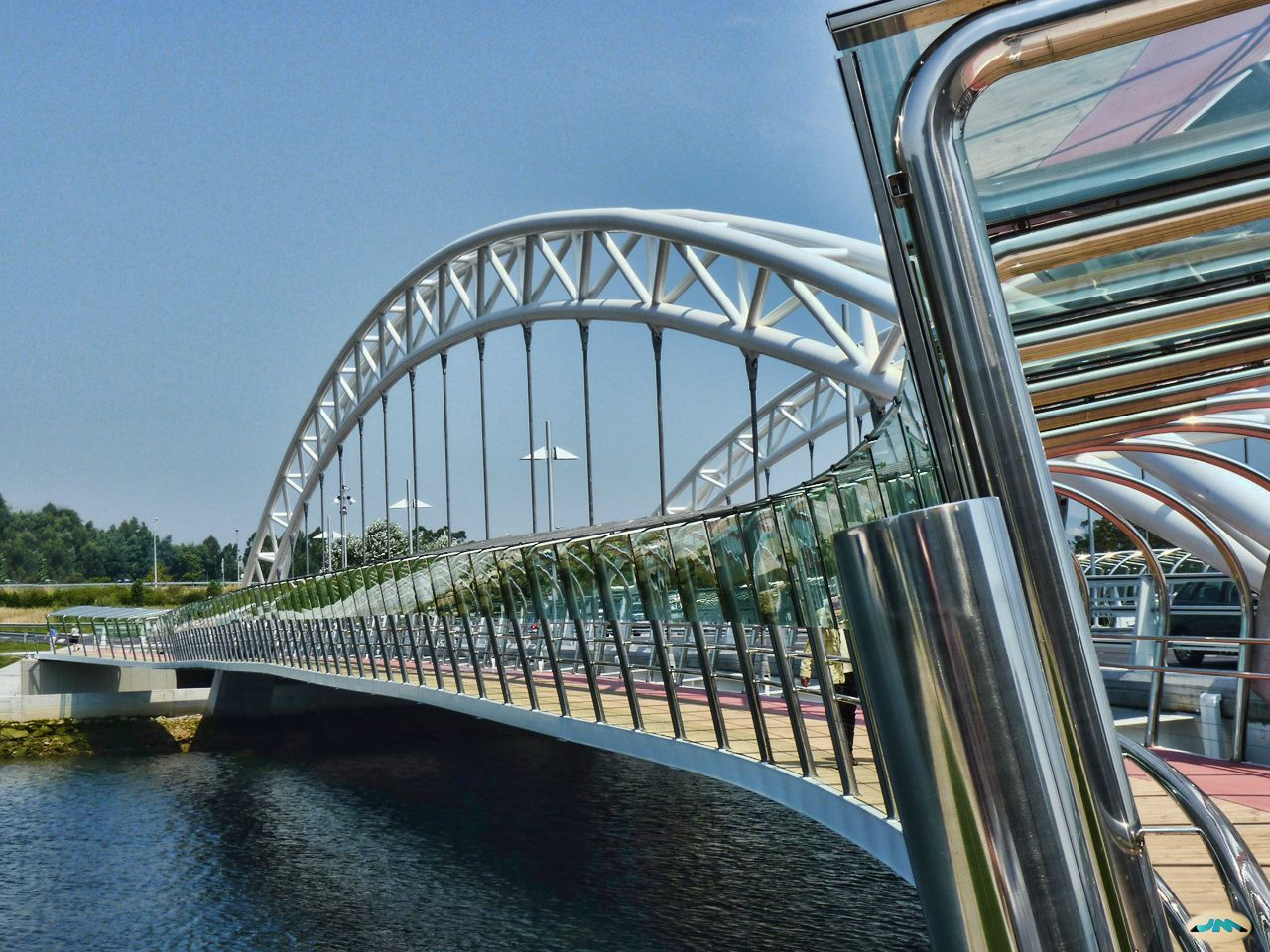
Passerella pedonale
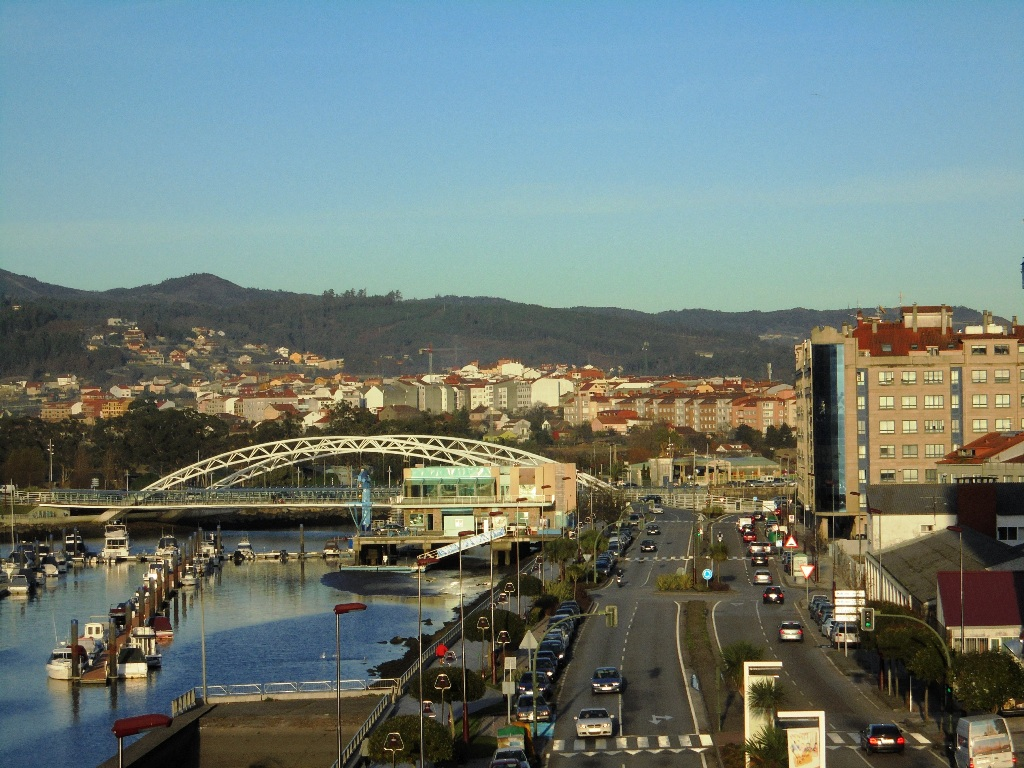
Ponte e Corso Uruguay